# Empu Tantular
Empu Tantular – poeta na dworze imperium Majapahit. W latach 1365-1389 stworzył Sutasomę uznawaną za jego główne dzieło. Z utworu tego pochodzi dewiza Republiki Indonezji, Bhinneka Tunggal Ika.